# 全日本教職員組合
全日本教職員組合（ぜんにほんきょうしょくいんくみあい、英語：All Japan Teachers and Staff Union）は、日本における教職員組合の全国連合組織のひとつであり、全労連に加盟する団体である。略称は、全教（ぜんきょう）。

## 概説
1989年11月の日本労働組合総連合会（連合）結成に至る流れの中で、これに反発する単組が日本教職員組合（日教組）の中にも多数あった。これらの内、統一戦線推進労働組合懇談会（統一労組懇）の教職員部会に所属していた単組を中心として、日教組が連合加盟を決定した第68回定期大会（同年9月6 - 9日）をボイコット、日教組を事実上離脱して約2ヶ月後の11月17・18日、全日本教職員組合協議会を結成した。
1991年3月6日、全日本教職員組合協議会と日本高等学校教職員組合（日高教左派、一橋派）との組織統一が行われた。
加盟単組は、48組合であり、私立の教職員組合である、全国私立学校教職員組合連合（全国私教連）の加盟単組40組合を合わせると、88組合（2017年2月現在）の連合組織となっている。結成以来現在まで、日教組に次いで2番目の組織規模を持つ教職員組合である。3番目の組織としては全日教連（組合とは自称していない）がある。
都道府県別に見ると、教職員組合の中で全教傘下の組織が最大の勢力を持つのは青森県、埼玉県、東京都、京都府、奈良県、和歌山県、島根県、高知県である。
高等学校の教職員組合は、日本高等学校教職員組合（全教派、（日高教左派/一橋派））という別組織であったが、2014年3月31日に解散し、組織統合した。

## 会員数について
全日本教職員組合協議会を結成時の公称組織人員は18万人。
1991年の全日本教職員組合協議会と日本高等学校教職員組合（日高教左派・一橋派）との組織統一時には公称21万人の組織となった。
ただし、当時の労働省の調査では、実際の組織人員は約16万8千人とされる。
現状の組織状況は、2024年10月時点で24,445人（全体の2.4%、前年比1514人減)、新規採用教職員の加入率は、全体の1.1％。
厚生労働省による労働組合基礎調査によると、私立学校教員や学校事務職員などを含めた2023年6月現在の組合員数は5万1千人（前年比3千人減）と減少傾向が続いている。

## 日教組活動との違い

### 民主的教師論
「教え子を再び戦争に送るな、青年よ再び銃を取るな」を綱領に明記し、日本国憲法と教育基本法、児童の権利に関する条約に根ざした教育の推進、教職員の生活と権利、世界平和を主張していることは日教組と同様であるが、教師は「聖職者」でも、単純な「労働者」でもなく、「民主的教育労働者」であると定義する点が日教組との違いであるとされている。「教師は労働者であるとともに教育の専門家である」として、労働者としての立場と、国民全体と生徒のために働いているという立場を一体とのものとし、教師としての責任を全うしていこうという考え方である。
綱領によれば原則的に組合員の政治活動は自由であり、特定政党の支持はしないことになっている。教職員の経済的、社会的、政治的な個々の政策ごとにそれぞれの政党等と政策合意することで各要求の実現をはかることとされている。日教組は組織内候補者として民主党や社民党の候補者を推薦し、組合費から民主党や社民党へ党費を支出する等、組合活動として「選挙闘争」を行ってきた。全教はこのような活動を「特定政党支持」の誤りと考え、組合としての特定政党の支持は一切行っていない。ただし、実際には日本共産党員及びその同調者が組合指導部を占めている。また、日本共産党が最も多く一般からの請願署名紹介議員となっている関係で、事実上、日本共産党と協力関係を持っている。
その他、日教組や他の教職員組合の労使協調的姿勢を批判し続けている。また、部落差別はもはや存在しないとして「同和教育」完全終結を主張し、現場で反対運動を展開していることも日教組と違う。日教組より、より左翼的とする意見もある。

## 日教組からの離脱
1989年9月の定期大会で、日本教職員組合（日教組）は連合加盟を決定したが、日教組内で約3分の1の勢力を持っていた日本共産党の影響の強い単位労働組合の大半は「日教組はもはや後戻りの出来ない右転落をした」と批判して大会をボイコットし、事実上日教組を離脱。11月に全日本教職員組合協議会を結成した。日教組本部はこれに対抗し、共産党系の専従役員を統制処分に付すとともに、同年12月及び翌年3月の臨時大会で全教加盟組織を日教組から脱退したと見なして構成組織から除外することを明確にする一方、すべての離脱県で、日教組方針を支持する支部・組合員による新組合を旗揚げさせた。
日教組から離脱した単組は青森県・埼玉県・東京都・岐阜県・奈良県・和歌山県・島根県・山口県・香川県・愛媛県・高知県の教職員組合、11組合と私学部。京都府・大阪府・兵庫県の教職員組合は組合が分裂。その他の組合は各県の教職員組合から一部支部や共産党系組合員個人が離脱し結成された。
日教組から離脱した単組のうち大阪では、離脱した大阪教職員組合（大教組）に対抗して新たに大阪市教組、豊中市教組など、大教組内の日教組支持派が結成した大阪府教職員組合（大阪教組）が、義務制においては大教組を抑え、多数を制した。
なお、共産党系が執行部を握る単組のうち宮城県教組や長野県教組は日教組系と勢力が拮抗していたため全教加盟方針が提起できず、宮城高教組、名古屋市立高教組、福井高教組などは、大会や全組合員による批准投票などで日教組離脱方針が否決され、全教加盟は不可能となった。これらの日教組傘下組織と全教は、「教組共闘」という組織を通じて共同行動を行っており、それらの活動を通じて、日教組への浸透と、切り崩しを図っている。
同じ都道府県でも地域によって状況は異なり、ある地域では全教の教職員が多くを占めるが、別の地域では日教組の教職員がその多くを占めるという状態もある。これは、上記のように、都道府県教組から一部組織が離脱して日教組あるいは全教傘下組織が結成された経緯の名残である。

## 特徴的な活動

### 全国3000万署名
ゆきとどいた教育をすすめる全国3000万署名。30人学級実現や私学助成拡充、教育費の父母負担軽減などを求める全国3000万署名運動を結成以来続けており、12年間で2億7,500万筆を集約した。
国会への請願では普段から多くの国民の請願を引き受けている日本共産党だけではなく自由民主党、立憲民主党、社会民主党、国民民主党、れいわ新選組、沖縄社会大衆党など幅広い政党が紹介議員となっている。

## 組織
本部組織
- 大会
- 中央委員会
- 中央執行委員会
  - 書記局
  - 専門部
    - 幼稚園部
    - 障害児教育部
    - 定通部
    - 養護教員部
    - 実習教員部
    - 学校司書部
    - 事務職員部
    - 現業職員部
    - 栄養職員部
    - 学校図書館職員対策部
    - 臨時教員対策部
    - 青年部
    - 女性部

地方組織
- 地方ブロック協議会（詳しくは#加盟組合を参照）
  - 都道府県の単位組合
    - 地域ごとの単位組合
      - 学校ごとの単位組合

独立機関・所属機関
- 民主教育研究所（民研）：シンクタンク
- 全国私立学校教職員組合連合（全国私教連）

### 加盟組合

#### 幼稚園・小中学校・高等学校の教職員組合
特定の単組が独立していない限り、幼稚園・小中学校・高等学校の教員の他、障害児担当教員、養護教員、実習教員、現業職員、事務職員、栄養職員、臨時採用の教職員が加盟している。基本的には市区町村立の幼稚園・小中学校・高等学校の教職員が加盟。計48単組。
- 北海道・東北地方ブロック協議会
  - 全北海道教職員組合（道教組）
  - 北海道高等学校教職員組合連合会（北海道高教組）
  - 青森県教職員組合（青森県教組）
  - 青森県高等学校・障害児学校教職員組合（青森高教組）
  - 秋田県高等学校教職員組合（秋田高教組）
  - 宮城県高等学校教職員組合（宮城高教組）
  - 全山形教職員組合（全山形教組）
  - 福島県立高等学校教職員組合（福島県立高教組）

- 関東・甲越地方ブロック協議会
  - 茨城県高等学校教職員組合（茨高教組）
  - 全栃木教職員組合（全栃木教組）
  - 全群馬教職員組合（全群教）
  - 群馬県高等学校教職員組合（群馬高教組）
  - 埼玉県教職員組合（埼教組）
  - 埼玉県高等学校教職員組合（埼高教）
  - 全教千葉教職員組合（全教千葉）
  - 東京都教職員組合（都教組）
  - 東京都障害児学校教職員組合（都障教組）
  - 神奈川県立障害児学校教職員組合（神障教組）
  - 山梨県高等学校教職員組合（梨高教）
  - 新潟県公立高等学校教職員組合（新潟公立高教組）

- 北陸・東海・中部地方ブロック協議会
  - 富山県高等学校教職員組合（富山高教組）
  - 長野県高等学校教職員組合（長野高教組）
  - 岐阜県教職員組合（岐阜教組）
  - 全静岡教職員組合（全教静岡）
  - 静岡県高等学校教職員組合（静岡高教組）
  - 愛知県教職員労働組合協議会（愛教労）
  - 愛知県高等学校教職員組合（愛高教）

- 近畿地方ブロック協議会
  - 全滋賀教職員組合（全教滋賀）
  - 京都教職員組合（京教組）
  - 大阪教職員組合（大教組）
  - 兵庫教職員組合（兵庫教組）
  - 兵庫県高等学校教職員組合（兵庫高教組）
  - 奈良県教職員組合（奈教組）
  - 和歌山県教職員組合（和歌山県教組）
  - 和歌山県高等学校教職員組合（和高教）

- 中国・四国・九州地方ブロック協議会
  - 島根県教職員組合（島根教組）
  - 岡山県高等学校教職員組合（岡山高教組）
  - 全広島教職員組合（全教広島）
  - 山口県教職員組合（山口県教組）
  - 山口県高等学校教員組合（山口県高教組）
  - 香川県教職員組合（香川県教組）
  - 香川県高等学校教職員組合（香川高教組）
  - 愛媛県教職員組合（愛媛県教組）
  - 愛媛県高等学校教員組合（愛高教）
  - 高知県教職員組合（高知県教組）
  - 全教北九州市教職員組合（全教北九州）
  - 佐賀県高等学校教職員組合（佐高教組）
  - 長崎県高等学校教職員組合（長崎高教組）

#### 私立学校の教職員組合
私立の幼稚園・小学校・中学校・高等学校・専門学校（専修学校・各種学校）の教職員が加盟している。計40単組。
- 全国私立学校教職員組合連合（全国私教連）
  - 下部組織は同項目にて